# Gaziantep Futbol Kulübü
O Gaziantep Futbol Kulübü (mais conhecido como Gaziantep) é um clube profissional de futebol turco com sede na cidade de Gaziantepe, capital da província homônima, fundado em 30 de junho de 1988.[carece de fontes?] Atualmente disputa a Süper Lig.
Suas cores oficiais são o vermelho e o branco. Ocasionalmente utiliza para jogos oficiais um uniforme alternativo preto.
Até a temporada 2016–17, mandou seus jogos no Kamil Ocak Stadyumu, que tinha capacidade para 16 981 espectadores. Contudo, desde a temporada 2017–18, passou a mandar seus jogos no recém-construído Estádio de Gaziantepe, com capacidade para 35 574 espectadores.

## História

Emblema do clube entre 1999 e 2017

Fundado em 30 de junho de 1988 como Sankospor Kulübü, o clube era composto por trabalhadores das empresas controladas pela Sanko Holding. Entretanto, o clube adotou novas denominações sucessivas vezes, à medida em que o controle de sua administração foi trocando de mãos: em 1999, passou a ser Gaziantep Büyükşehir Belediyespor após ser assumido pela prefeitura de Gaziantepe, denominação esta que perdurou até 2017 quando a Gazişehir Holding adquiriu e passou a dirigir a agremiação, rebatizando-a inicialmente de Gazişehir Gaziantep e posteriormente com a atual denominação após ascender à Primeira Divisão Turca e com o encerramento das atividades do tradicional Gaziantepspor.

## Títulos
- Quarta Divisão Turca (1): 1996–97 (Grupo 3)
- Terceira Divisão Turca (1): 2004–05 (Grupo C)

### Campanhas de Destaque
- Vencedor dos Playoffs da Segunda Divisão Turca (1): 2018–19

## Curiosidade
O clube ficou mundialmente famoso pelo facto do zagueiro Yunus Yılmaz ter abraçado o guarda-redes, que tinha defendido um pênalti e ainda estava com a bola na mão, derrubando a bola e marcando um autogolo.